# Sumdum
Sumdum (S'awdaan Kwáan), pleme američkih Indijanaca iz grupe Tlingit, porodica Koluschan, koje je obitavalo u istoimenom selu na Holkum Bayu, podno ledenjaka Sumdum na Aljaski. O njima je prilično malo poznato. Ponekad si ih označavali kao jedan narod zajedno s Taku Indijancima, a ponekad kao zasebne narode. Njihovo istoimeno selo 1931. već je opustjelo, i drži se da su negdje 1946. potpuno iščezli.